# آدلا راجرز سنت جونز
آدلا راجرز سنت جونز (انگلیسی: Adela Rogers St. Johns; ۲۰ مهٔ ۱۸۹۴ – ۱۰ اوت ۱۹۸۸) روزنامه‌نگار، رمان‌نویس و فیلم‌نامه‌نویس اهل ایالات متحده آمریکا بود.
از آثار وی فیلم‌هایی همچون ستاره‌ای متولد شده است، دختری که همه چیز داشته است، روح آزاد و حکومت دختر ساخته شده است.
وی همچنین برندهٔ جوایزی همچون نشان افتخار آزادی رئیس‌جمهوری شده است.